# 시트르산 생성효소

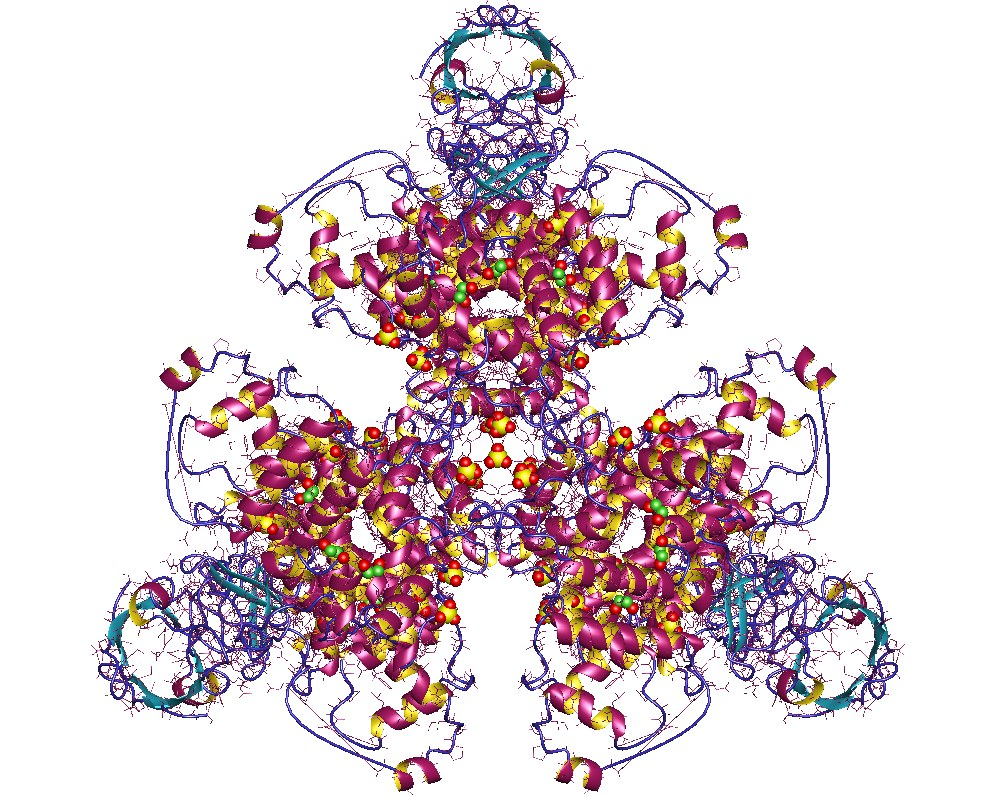

시트르산 생성효소(영어: citrate synthase)는 해당과정 또는 그 외의 이화 반응에서 유래하는 아세틸-CoA와 옥살로아세트산을 축합하여 시트르산을 생성하는 효소이다. 시트르산 회로의 첫 번째 단계를 촉매한다. 비가역적 반응으로 가역적인 결과물은 대체반응으로 생성될 수 있다.

## 같이 보기
- 아코니테이스